# Ripon Racecourse

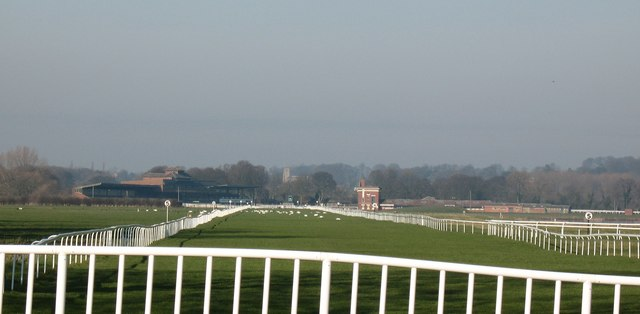
Zicht op de lange rechte lijn van zes furlong vanuit het zuidelijkste punt van de renbaan naar de tribune aan de finish

Ripon Racecourse is een paardenrenbaan in het Verenigd Koninkrijk, zuidoostelijk van Ripon, nabij Littlethorpe in North Yorkshire.
De grasbaan op licht golvend terrein is een langgerekte ovaal met vrij scherpe bochten en met een totale lengte van 1 mijl 5 furlong (ongeveer 2,6 kilometer). De rechte lijn naar de finish is vijf furlong lang vanaf de laatste bocht en heeft nog een verlengstuk tot 6 furlong.
Er worden enkel vlakkebaanrennen (flat racing) op gelopen. Het seizoen loopt van april tot september.
De renbaan wordt uitgebaat door de Ripon Race Company Ltd. Omwille van de groene omgeving noemt ze de baan "Yorkshire's Garden Racecourse". De eerste races op de huidige renbaan werden gehouden in 1900.